# Finlandia all'Eurovision Young Musicians
La Finlandia ha debuttato all'Eurovision Young Musicians 1984, svoltosi a Ginevra, in Svizzera.

## Partecipazioni
- Primo posto
- Secondo posto
- Terzo posto

| Anno                                    | Artista             | Strumento   | Canzone | Posizione       | Posizione       |
| Anno                                    | Artista             | Strumento   | Canzone | Finale          | Semifinale      |
| --------------------------------------- | ------------------- | ----------- | --- | --------------- | --------------- |
| 1984                                    | Olli Mustonen       | Pianoforte  | 1) Concerto per pianoforte e orchestra in Sol maggiore, di Maurice Ravel | 2º              | F               |
| 1986                                    | Jan-Erik Gustafsson | Violoncello | 1) Variazione di un Tema Rococo per Violoncello e Orchestra, Op.33, di Pëtr Čajkovskij | 3º              | F               |
| 1988                                    | Jan Söderblom       | Violino     | 1) Concerto per violino e orchestra, N.5 in La, KV 219 di Wolfgang Amadeus Mozart | Non qualificata | Non qualificata |
| 1990                                    | Sharon Jaari        | Violino     | N.A. | Non qualificata | Non qualificata |
| 1992                                    | Helen Lindén        | Violoncello | N.A. | F               | N.A.            |
| 1994                                    | Pia Toivio          | Violoncello | Variazioni Roccoco, Op. 33 parte II, VI, VII, di Pëtr Čajkovskij | F               | N.A.            |
| Nessuna partecipazione nel 1996         |                     |             | |                 |                 |
| 1998                                    | Kalle Toivio        | Pianoforte  | 1) Concerto per Piano e Orchestra, N. 2, 1° Movimento, di Sergej Prokof'ev | F               | N.A.            |
| 2000                                    | Timo-Veikko Valve   | Violoncello | 1) Rondo per violoncello e Orchestra, Op. 94, di Antonín Dvořák | 2º              | F               |
| 2002                                    | Jonathan Rautiola   | Sassofono   | N.A. | Non qualificata | Non qualificata |
| 2004                                    | Tuomas Lehto        | Violoncello | N.A. | Non qualificata | Non qualificata |
| 2006                                    | Visa Sippola        | Pianoforte  | N.A. | Non qualificata | Non qualificata |
| 2008                                    | Roope Gröndahl      | Pianoforte  | 1) Bagatelle G-Moll, Op. 119, N. 1 Ludwig van Beethoven 2) Sonata per pianoforte, Op. 1, di Alban Berg 3) Toccata, di Maurice Ravel 4) Concerto per Pianodorte e Orchestra in Si bemolle minore, 3° movimento, di Pëtr Čajkovskij (Serata finale) | 2º              | N.A.            |
| Nessuna partecipazione dal 2010 al 2024 |                     |             | |                 |                 |